# Jimmy Rimmer
John James Rimmer (Southport, 1948. február 10. –) válogatott angol labdarúgó, kapus, edző.

## Pályafutása

### Klubcsapatban
1965 és 1974 között a Manchester United labdarúgója volt. 1973-ban kölcsönben a walesi Swansea City csapatában szerepelt. 1974 és 1977 között az Arsenal, 1977 és 1983 között az Aston Villa, 1983 és 1986 között a Swansea City, 1986-ban máltai Ħamrun Spartans, majd a Luton Town játékosa volt. Tagja volt az 1967–68-as idényben a Manchester United, majd az 1981–82-es szezonban az Aston Villa BEK-győztes csapatának.

### A válogatottban
1976-ban egy alkalommal szerepelt az angol válogatottban.

### Edzőként
1986-ban ideiglenesen a walesi Swansea City vezetőedzője volt.

## Sikerei, díjai
Manchester United
- Bajnokcsapatok Európa-kupája (BEK)
  - győztes: 1967–68

 Aston Villa
- Angol bajnokság
  - bajnok: 1980–81
- Bajnokcsapatok Európa-kupája (BEK)
  - győztes: 1981–82
- UEFA-szuperkupa
  - győztes: 1982

## Statisztika

### Mérkőzése az angol válogatottban
| Anglia | Anglia          | Anglia                         | Anglia | Anglia   | Anglia      | Anglia                  | Anglia | Anglia  |
| #      | Dátum           | Helyszín                       | Hazai  | Eredmény | Vendég      | Kiírás                  | Gólok  | Esemény |
| ------ | --------------- | ------------------------------ | ------ | -------- | ----------- | ----------------------- | ------ | ------- |
| 1.     | 1976. május 28. | New York, Yankee Stadion (USA) | Anglia | 3 – 2    | Olaszország | USA bicentenáriumi kupa | -      | 46'     |
|        | Összesen        |                                |        | 1        | mérkőzés    |                         | 0      | gól     |